# گل‌کوب ریزه
گل‌کوب ریزه (نام علمی: Dicaeum aeneum) نام یک گونه از سرده گل‌کوب‌های اصلی است.